# ニコル・クーリッジ・ルマニエール
ニコル・クーリッジ・ルマニエール（Nicole Coolidge Rousmaniere、1961年 - ）は、イギリスの日本文化研究家。専門は日本の陶芸史・工芸史。セインズベリー日本藝術研究所所長、イースト・アングリア大学日本美術文化教授。ニコルはニコール、ルマニエールはルーマニエール、ルマーニエールとも表記される。

## 経歴
1998年、アメリカのハーバード大学博士課程を修了。イギリスのイースト・アングリア大学でサー・ロバート&リサ・セインズベリー夫妻と知り合い、日本文化のための研究所設立を提言、資金援助を受け、1999年にセインズベリー日本藝術研究所を設立、初代所長に就任する。2006年から2009年まで東京大学人文社会科文化資源学の客員教授を務める。
2009年、大英博物館アジア部日本セクションにIFACハンダ日本美術キュレーターとして出向。2011年、セインズベリー日本藝術研究所の研究担当所長に就任。
2019年に大英博物館で開催されたマンガ展「The Citi exhibition Manga」では主任キュレーターを務めた。
2022年、月刊文芸誌『すばる』2022年5月号に、ヤマザキマリとの対談が掲載される。2023年、ヤマザキマリ著『人類三千年の幸福論 ニコル・クーリッジ・ルマニエールとの対話』が刊行される。

## 受賞歴
- 2010年：第30回 伝統文化ポーラ賞 30回記念功労賞[12]
- 2011年：外務大臣表彰[13]
- 2018年：第55回 日本翻訳文化賞（辻惟雄『日本美術の歴史』の翻訳“History of Art in Japan”にて）[14]

## 審査委員
- 第10回 国際陶磁器展美濃（2014年）[15]
- 第64回 日本伝統工芸展（2017-2018年）[16]

## 主な展示会
- 2002-03年：「Kazari: Decoration and Display in Japan 15th-19th Centuries」展（Japan Society NYC、アメリカ / 大英博物館、イギリス）[4]
- 2007年：「Crafting Beauty in Modern Japan: Celebrating Fifty Years of the Japan Traditional Art Crafts Exhibition」（大英博物館、イギリス）[4]
- 2011年：「Manga at the British Museum」展（大英博物館、イギリス）[4]
- 2012年：「Arts du feu / transformation de l' espace : chefs-d' oeuvre de la porcelain japonaise contemporaine」展（フランス）[4]
- 2012-13年：「Object in Focus, Water and Flame Pots, Ancient Ceramic Art from Japan」展 （大英博物館、イギリス）[4]
- 2019年：「The Citi exhibition Manga」展（大英博物館、イギリス）、リードキュレーター[17]
- 2025年9月27日 - 2026年1月25日（予定）：「Art of MANGA」（デ・ヤング美術館、アメリカ・サンフランシスコ）、企画キュレーター[18]

## 主な著書・編書
- 「Jiki: Porcellana Giapponese tra Oriente e Occidente 1610-1760」（Electa Mondadoriとの共著、2004年）[4]
- 「Dining on China in Japan: Shifting Taste for Chinese Ceramics in 15th-to 17th-century Japan」（2007年）[4]
- 「Crafting Beauty in Modern Japan」（大英博物館出版部、2007年）[4]
- 「Professor Munakata’s British Museum Adventure by Hoshino Yukinobu」（編集及び翻訳、大英博物館出版部、2011年）[4]
- 『土偶・コスモス = Dogū, a cosmos』（MIHO MUSEUM 編、羽鳥書店、2012年、ISBN 978-4-904702-37-6）[4]
- 「Vessels of Influence: China and the Birth of Porcelain in Medieval and Early Modern Japan」（Bloomsbury Academic、2012年）[4]
- 『マンガ! : 大英博物館マンガ展図録』（ニコル・クーリッジ・ルーマニエール, 松葉涼子 編、松葉涼子 日本語版監修、山川早霧, 飯原裕美 訳、三省堂、2020年、ISBN 978-4-385-16248-5）
- ヤマザキマリ著『人類三千年の幸福論 ニコル・クーリッジ・ルマニエールとの対話』（集英社、2023年、ISBN 978-4087718195）